# Біоград-на-Мору
Біоград-на-Мору (хорв. Biograd na Moru, нім. Weißenburg, італ. Zaravecchia, угор. Tengerfehérvár) — місто в Хорватії, на півночі Далмації, у складі Задарської жупанії.

## Історія
Біоград згадується як місто із середини X століття (Костянтин Багрянородний). В XI сторіччі місто було місцеперебуванням хорватських королів. Близько 1059 р. воно стає центром єпархії; в тому самому році засновано бенедиктинський монастир Св. Іоанна, в 1069 році — жіночий монастир Святого Хоми. 1102 року в Біограді короля Коломана Угорського короновано на короля Хорватії. В 1125 р. венеційці знищили місто. Часи венеційсько-турецьких воєн залишили глибокі сліди. Особливо важкими були спустошення 1646 року. Протягом останньої війни Біоград пережив декілька сербських артобстрілів і чимало будівель було пошкоджено.

## Населення
Населення міста за даними перепису 2011 року становило 5 569 осіб, 1 з яких назвала рідною українську мову.
Динаміка чисельності населення міста:

## Клімат
Середня річна температура становить 15,06 °C, середня максимальна — 27,53 °C, а середня мінімальна — 3,08 °C. Середня річна кількість опадів — 791 мм.
| Клімат міста                                  | Клімат міста | Клімат міста | Клімат міста | Клімат міста | Клімат міста | Клімат міста | Клімат міста | Клімат міста | Клімат міста | Клімат міста | Клімат міста | Клімат міста | Клімат міста |
| Показник                                      | Січ.         | Лют.         | Бер.         | Квіт.        | Трав.        | Черв.        | Лип.         | Серп.        | Вер.         | Жовт.        | Лист.        | Груд.        |              |
| Середній максимум, °C                         | 11,46        | 11,73        | 13,68        | 17,00        | 21,69        | 25,52        | 27,53        | 27,24        | 22,97        | 19,47        | 14,62        | 11,64        |              |
| Середня температура, °C                       | 7,26         | 7,56         | 9,49         | 12,80        | 17,51        | 21,33        | 24,43        | 24,14        | 19,86        | 16,36        | 11,52        | 8,53         |              |
| Середній мінімум, °C                          | 3,08         | 3,37         | 5,31         | 8,61         | 13,32        | 17,14        | 21,29        | 21,00        | 16,76        | 13,24        | 8,39         | 5,41         |              |
| Норма опадів, мм                              | 68           | 59           | 63           | 65           | 57           | 50           | 29           | 45           | 86           | 92           | 94           | 83           |              |
| Середньомісячна швидкість вітру, м/с          | 2.98         | 3.09         | 3.22         | 3.10         | 2.68         | 2.49         | 2.50         | 2.39         | 2.60         | 2.73         | 3.33         | 3.21         |              |
| Середньомісячна сонячна радіація, кДж/м²·день | 5165         | 7894         | 11622        | 16539        | 20743        | 23067        | 24534        | 21525        | 15906        | 10131        | 5606         | 4386         |              |
| --------------------------------------------- | ------------ | ------------ | ------------ | ------------ | ------------ | ------------ | ------------ | ------------ | ------------ | ------------ | ------------ | ------------ | ------------ |
| Джерело:                                      |              |              |              |              |              |              |              |              |              |              |              |              |              |

## Культура і визначні місця
Ядро стародавнього міста розташовано на невеликому півострові. Міські мури з круглими баштами зберігалися до кінця XIX століття. Залишки собору, тринефної базиліки повністю розвалилися, залишки монастирської церкви Св. Іоанна, ще однієї тринефної базиліки, ще можна б вивчити й зберегти від руйнування. Мало що вціліло від церкви Св. Хоми. Поза городищем було виявлено руїни меншої однонефної церкви з апсидою, а також давньохорватських могил. Збудована в 1761 році парафіяльна церква Святої Анастасії містить барокові вівтарі, один із них має золоту оправу. За межами стародавнього поселення стоять невеличкі церкви Св. Роха і Св. Антона (1850). Дещо далі знайдено сліди доісторичних об'єктів і залишки античних водопроводів. У краєзнавчому музеї можна побачити археологічну колекцію доісторичних, античних і давньохорватських експонатів, а також залишки корабельних вантажів із кінця XVI ст.

## Міста-побратими
Крім партнерських зв'язків з італійським містом Порто-Сан-Джорджо в червні 2010 р. офіційно встановлено партнерські відносини між містами Біоград-на-Мору та Крессбронн-ам-Бодензее (Німеччина).